# Cyprus (DLR)

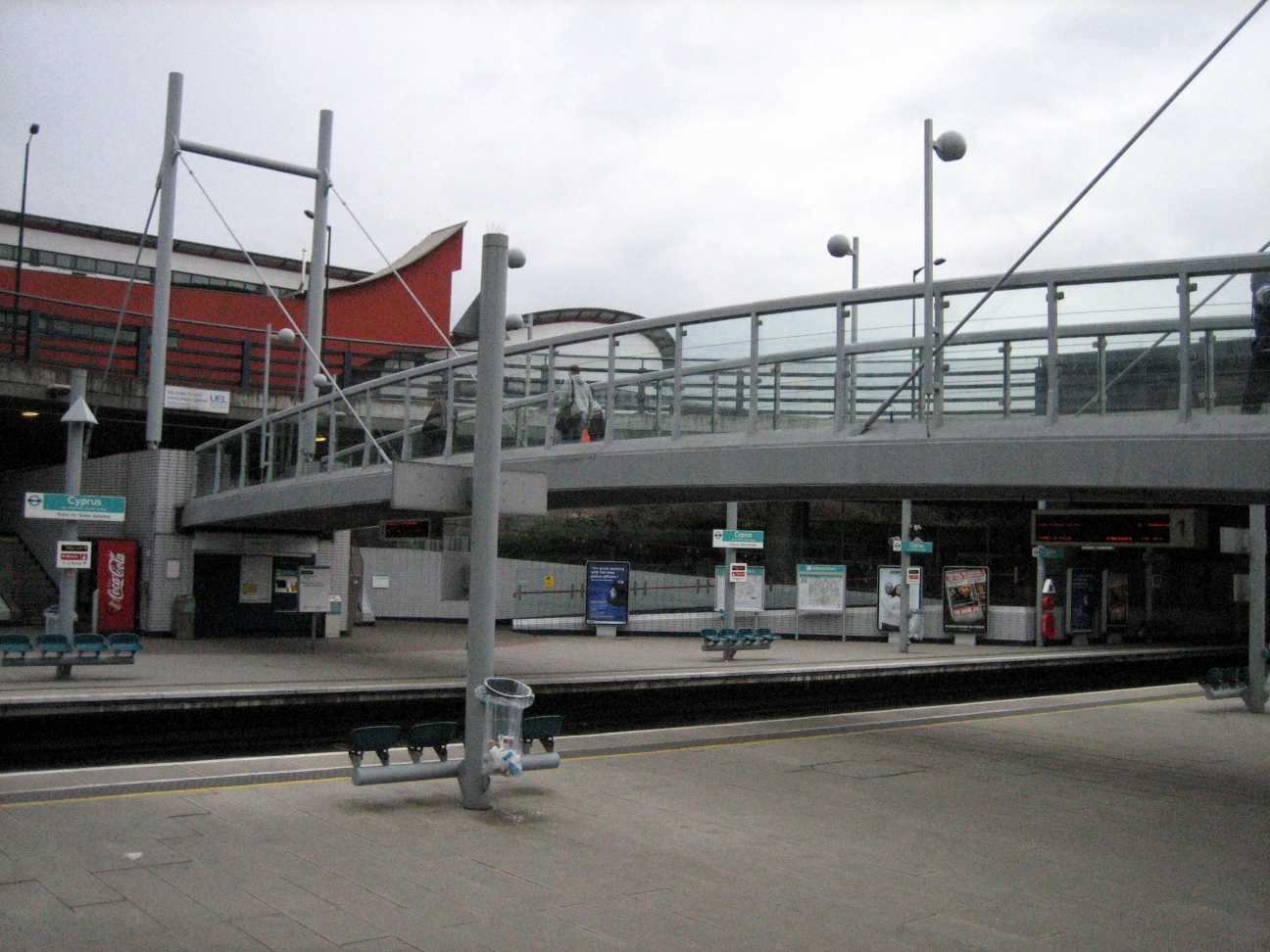
Station Cyprus

Cyprus ist eine Station der Docklands Light Railway (DLR) im Londoner Stadtbezirk London Borough of Newham. Sie liegt in der Travel Zone 3 am Royal Albert Way im Stadtteil Beckton. Auf der Südseite, direkt am Royal Albert Dock, befindet sich ein Campus der University of East London.
Eröffnet wurde die Station am 28. März 1994, zusammen mit der Zweigstrecke in Richtung Beckton. Während der Hochblüte der Docklands verlief hier von 1880 bis 1940 die Eastern Counties and Thames Junction Railway.
Wie Beckton Park weist auch die Station Cyprus eine ungewöhnliche Bauweise auf. In diesem Abschnitt verläuft die Trasse der DLR auf dem Mittelstreifen einer mehrspurigen, richtungsgetrennten Straße. Die Station liegt innerhalb eines großen Kreisverkehrs. Kurz davor steigt die Straße leicht an, während die Bahnstrecke leicht abfällt. Demzufolge befindet sich die Station in einem Einschnitt unter dem erhöhten Kreisverkehr. Der Zugang für Fußgänger erfolgt auf der Ebene dazwischen.